# Oliver Betteridge
Oliver „Ollie“ Betteridge (* 16. Januar 1996 in Nottingham, England) ist ein britischer Eishockeyspieler, der seit 2023 erneut bei den Nottingham Panthers in der Elite Ice Hockey League unter Vertrag steht.

## Karriere
Oliver Betteridge begann seine Karriere als Eishockeyspieler in seiner Heimatstadt Nottingham, wo er für unterschiedliche Juniorenteams spielte und 2007 als U11 All-Star der English Ice Hockey Association ausgezeichnet wurde. Daneben stand er von 2008 bis 2010 auch bei den Sheffield Rapiers auf dem Eis. In der Spielzeit 2011/12 debütierte er bei den Nottingham Panthers in der Elite Ice Hockey League. In der Folgesaison spielte er überwiegend für die Swindon Wildcats in der English Premier Ice Hockey League und die Nottingham Lions in der National Ice Hockey League, wurde aber auch einmal in der EIHL bei den Panthern eingesetzt. Auch von 2013 bis 2015 spielte er vorwiegend für die Wildcats in der EPIHL und kam nur zu vereinzelten Spielen in der EIHL. Seit 2015 spielte er ausschließlich bei den Panthern, mit denen er 2016 den Challenge Cup und die EIHL Playoffs und 2017 den IIHF Continental Cup gewinnen konnte. 2021 gewann er mit den Panthern die EIHL Series. 2022 wechselte Betteridge zum Ferencvárosi TC in die Erste Liga und wurde 2023 mit den Budapestern ungarischer Meister. Anschließend kehrte er nach Nottingham zurück.

### International
Im Juniorenbereich spielte Betteridge zunächst bei den U18-Weltmeisterschaften 2013 und 2014 in der Division II. Mit der britischen U20-Auswahl nahm er an den Welttitelkämpfen 2014 und 2016 in der Division I und 2015 in der Division II teil.
Für die britische Herrenmannschaft spielte er bei der Weltmeisterschaft 2018 in der Division I und schaffte den Aufstieg in die Top-Division, womit das Team von der Insel erstmals seit dem Abstieg 1994 wieder die höchste Stufe der Weltmeisterschaften erreichte. Bei den Weltmeisterschaften 2019 und 2021 spielte er dann in der Top-Division. Nachdem die Briten 2022 ohne Betteridge abgestiegen waren, spielte er bei der Weltmeisterschaft 2023 wieder in der Division I und erreichte den sofortigen Wiederaufstieg. Zudem vertrat er Großbritannien bei der Olympiaqualifikation für die Winterspiele 2022 in Peking, bei der die Briten trotz Heimvorteils in Nottingham nach Siegen über Rumänien (4:3) und Estland (7:1) durch eine 1:4-Niederlage im entscheidenden Spiel gegen Ungarn ausschieden.

## Erfolge und Auszeichnungen
- 2007 U11 All-Star der English Ice Hockey Association
- 2016 Gewinn der Playoffs und des Challenge Cups der Eilte Ice Hockey League mit den Nottingham Panthers
- 2017 Gewinn des IIHF Continental Cups mit den Nottingham Panters
- 2021 Gewinn der EIHL-Series mit den Nottingham Panters
- 2023 ungarischer Meister mit dem Ferencvárosi TC

### International
- 2015 Aufstieg in die Division I, Gruppe A, bei der U20-Weltmeisterschaft 2015 der Division II, Gruppe A
- 2018 Aufstieg in die Top-Division bei der Eishockey-Weltmeisterschaft der Division I, Gruppe A
- 2023 Aufstieg in die Top-Division bei der Eishockey-Weltmeisterschaft der Division I, Gruppe A

## Statistik
(Stand: Ende der Saison 2022/23)